# Dendronotoidea
Dendronotoidea Allman, 1845 è una superfamiglia di molluschi nudibranchi del sottordine Cladobranchia.

## Tassonomia
Comprende le seguenti famiglie:
- Bornellidae Bergh, 1874
- Dendronotidae Allman, 1845
- Dotidae Gray, 1853
- Hancockiidae MacFarland, 1923
- Lomanotidae Bergh, 1890
- Phylliroidae Menke, 1830
- Scyllaeidae Alder & Hancock, 1855
- Tethydidae Rafinesque, 1815